# Kuno-Nationalpark
Der Kuno-Nationalpark (Hindi कूनो राष्ट्रीय उद्यान IAST Kūno rāṣṭrīya udyāna) ist ein Nationalpark im indischen Bundesstaat Madhya Pradesh. Nicht weit entfernt liegt der Madhav-Nationalpark.

## Geographie
Der Nationalpark befindet sich im nördlichen Distrikt Sheopur von Madhya Pradesh. Der Nationalpark ist Teil des 1235,39 km² großen Kuno-Naturschutzbereichs (Kuno Wildlife Division). Im Nordosten grenzt dieser an das Ranthambhore-Tigerreservat an und im Südwesten besteht über das Shivpuri-Waldgebiet eine Verbindung zum Panna-Tigerreservat.
Die hügelige Landschaft liegt zwischen 238 und 498 Metern über dem Meeresspiegel und wird vom Kuno-Fluss, einem Zufluss des Chambal-Flusses durchzogen. Der Nationalpark bietet eine Mischung aus Wäldern, Savannen und offenem Grasland. Die Wälder bestehen im Wesentlichen aus tropischem Trockenwald, Savannenwald und tropischem Regenwald entlang der Flüsse. Die Inseln von Grasland befinden sich an den Orten, wo sich früher menschliche Siedlungen befanden.

## Klima
Das Klima entspricht einem tropischen Monsunklima. Die mittlere Jahrestemperatur liegt bei 24,7 °C und der Jahresniederschlag beträgt im Mittel 764 mm.
Der Monsun dauert von Mitte Juni bis September. In dieser Zeit fallen fast 90 % des Jahresniederschlags. Die Wintersaison dauert von Oktober bis Mitte März. Die durchschnittliche Mindesttemperatur in den kältesten Monaten Dezember und Januar beträgt etwa 6 bis 7 °C, die durchschnittlichen Höchsttemperatur in den heißesten Monaten von März bis Mitte Juni liegt bei 42,3 °C.

## Geschichte
Die Gegend war schon lange für ihren Wildtierreichtum bekannt. Nahe dem Ort Pahargarh wurde eine etwa 30.000 Jahre alte Höhlenmalerei entdeckt, die zahlreiche Wildtiere zeigt. Indische Fürsten und britische Kolonialbeamte nutzten sie als Jagdrevier. Früher waren hier auch Löwen zu finden. Der letzte Löwe wurde 1872 nahe der Stadt Guna erlegt. Ein 1904 vom damaligen Vizekönig Lord Curzon angeregtes Projekt, hier Löwen aus der Gegend von Junagadh auszuwildern (weniger aus Naturschutzgründen, sondern um sie für die Jagd zu haben), kam nicht zur Ausführung.
Im unabhängigen Indien (ab 1947) wurde 1981 in einem etwa 3300 km² großen Waldgebiet das ungefähr 345 km² große Kuno-Naturschutzgebiet (Kuno Wildlife Sanctuary) eingerichtet. Im Jahr 2002 wurden 1235 km² benachbartes Gebiet zu einer Pufferzone erklärt. Zwischen 1998 und 2003 wurden die Bewohner von 24 Dörfern aus dem Naturschutzgebiet ausgesiedelt.
Mit Wirkung zum 14. Dezember 2018 wurde das 344,686 km² große Kuno-Naturschutzgebiet um 404,0758 km² erweitert und zu einem 748,7618 km² großen Nationalpark erhoben. Der Nationalpark ist von einer 557,278 km² großen Pufferzone umgeben und bildet zusammen mit ihr den Kuno-Naturschutzbereich (Kuno Wildlife Division).

## Flora und Fauna

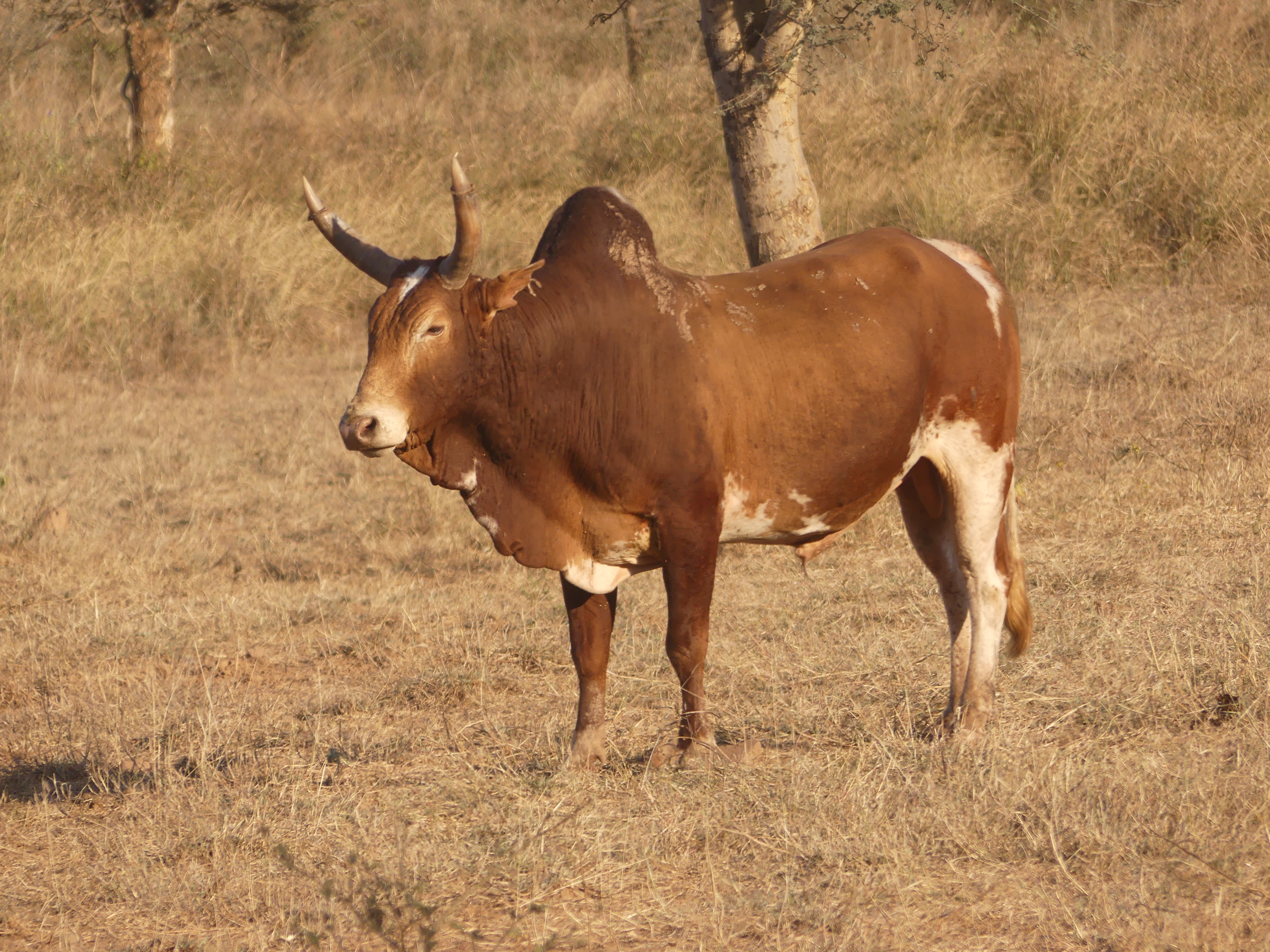
Verwildertes Zeburind im Nationalpark

### Flora
Im Nationalpark wurden mehr als 129 Baumarten dokumentiert. Es dominieren Gerber-Akazie (Hindi खैर, Khair), Anogeissus pendula (Kardhai), Indischer Weihrauch (Boswellia serrata, Salai), Diospyros melanoxylon (Tendu), Malabar-Lackbaum (Palash), Anogeissus latifolia (Dhok), Acacia leucophlea (Remja), Indische Jujube (Ber) und Zizyphus xylopyrus (Ghont). An Gehölzen sind häufig Grewia flavescens, Helicteres isora, Dodonaea viscosa, Vitex nigundo zu finden und an Gräsern Heteropogon contortus, Apluda mutica, Aristida hystrix, Themeda quadrivalvis, Cenchrus ciliaris und Desmostachya bipinnata, sowie an sonstigen Gefäßpflanzen Cassia tora und Mexikanischer Stachelmohn.

### Fauna
An Pflanzenfressern finden sich u. a. Axishirsch (Chital), Sambar, Nilgauantilope (Nilgai), Wildschwein, Indische Gazelle (Chinkara), Vierhornantilope (Chousingha), Hirschziegenantilope, Bengalischer Hanuman-Langur, Indisches Weißschwanz-Stachelschwein und Schwarznackenhase. An Fleischfressern sind Leopard, Lippenbär, Streifenhyäne, Wolf, Goldschakal, Bengalfuchs, Honigdachs, Rohrkatze, Indischer Mungo, Indische Rotmanguste und Kleiner Mungo vertreten.
Der Nationalpark bildet einen wichtigen Korridor für Königstiger zwischen dem Ranthambhore-Tigerreservat in Rajasthan und dem Madhav-Nationalpark in Madhya Pradesh.
Die Avifauna umfasst Kahlkopfgeier, Indiengeier, Schmutzgeier, Schopfwespenbussard, Gleitaar, Fischuhu, Ziegenmelker, Indiennachtschwalbe, Blauer Pfau, Bindenflughuhn, Wollhalsstorch, Krabbentriel, Sirkarkuckuck, Indienpirol, Orangespecht, Rotschulterwürger, Asiatischer Paradiesschnäpper. Einige der hier zu findenden Reptilien sind das Sumpfkrokodil,
die Ganges-Weichschildkröte und der Bengalenwaran. Im Kuno-Fluss sollen gelegentlich auch noch Gangesgaviale beobachtet worden sein. Um die Besiedlung des Flusses durch Gangesgaviale zu fördern, werden jedes Jahr Jungtiere dort ausgesetzt.

### Pläne zur Auswilderung von Geparden und Löwen
Das Schutzgebiet wurde als Ort einer möglichen Auswilderung des Asiatischen Löwen in Erwägung gezogen. Der Hintergrund für diese Pläne ist der, dass der Asiatische Löwe derzeit ausschließlich im relativ kleinen Gir-Nationalpark vorkommt. Diese auf relativ dichtem Raum zusammenlebende Löwenpopulation ist von Epidemien bedroht. Beispielsweise wurde im Jahr 1994 und anderen Jahren ein erheblicher Teil der Löwen im Serengeti-Nationalpark in Tansania von einem Hundestaupevirus hinweggerafft. Eine räumliche Verteilung der Löwenpopulationen wäre daher wünschenswert.
In Kuno ist darüber hinaus auch die Auswilderung des Geparden geplant, der bis zur Mitte des 20. Jahrhunderts in Indien vorkam. Der letzte Gepard Indiens wurde im Jahr 1947 im östlichen Madhya Pradesh (heute Chhattisgarh) geschossen. Die letzten knapp 100 Tiere der asiatischen Unterart (Acinonyx jubatus venaticus) haben im Iran überlebt. Bis die Gepardenpopulation stabil ist, sollten nach Meinung von Experten keine weiteren Raubtiere eingeführt werden. Kuno beherbergt bisher relativ kleine Populationen von Großraubtieren, insbesondere Tigern, was als günstig für die Ansiedlung von Geparden betrachtet wird.
Wesentliche Diskussionen haben sich um die Frage ergeben, ob der Nationalpark genügend Beutetiere für diese Großkatzen bieten könnte. Die rund 2500 verwilderten Zeburinder, die von der Bevölkerung zurückgelassen wurden, als sie aus den Kernzonen umgesiedelt wurde, könnten den Löwen als Nahrungsgrundlage dienen, bis sich die Bestände an Wildtieren erhöht haben.
Der indische Bundesstaat Gujarat weigerte sich, Tiere für ein Umsiedlungsprogramm nach Madhya Pradesh zur Verfügung zu stellen. Am 15. April 2013 entschied der Oberste Gerichtshof, dass die Löwen dem Land Indien gehören und nicht dem Bundesstaat Gujarat. Demnach müssen nun Tiere für eine Umsiedlung ins Kuno-Reservat zur Verfügung gestellt werden. Bis zum Jahr 2022 waren jedoch keine Fortschritte bei der Umsetzung dieses Projekts zu beobachten.
Die ersten Geparden sollten ursprünglich bereits ab dem Jahr 2012 eingeführt werden. Dabei sollen Wildfänge aus Namibia verwendet werden. Dieses Land beherbergt noch ein Viertel des Weltbestands. Im Jahr 2021 wurde konkret die Ansiedelung von acht Tieren aus Afrika im Kuno-Nationalpark geplant. Nach Schätzungen kann der Kuno-Nationalpark Lebensraum für 21 bis 36 Geparden bieten. Einschließlich angrenzender Gebiete (ca. 3000 km²) könnten geschätzt etwa 100 Geparden ausreichend Lebensraum finden.
Am 17. September 2022 wurden die ersten zwei von zunächst acht Geparden aus Namibia im Kuno-Nationalpark freigelassen (zunächst für einen Monat in einen Quarantäne-Bereich).

## Tourismus
Es gibt drei Einfahrtsmöglichkeiten in den Nationalpark:
- Tiktoli (beim Dorf Sasaipura): 25° 40′ 3,7″ N, 77° 10′ 43,6″ O
- Ahera (beim Dorf Pohri): 25° 40′ 21,5″ N, 77° 16′ 21,1″ O
- Peepal Bawadi (beim Dorf Aagra): 25° 51′ 47,4″ N, 77° 12′ 10,2″ O

Als beste Zeit für einen Besuch gilt die Zeit von Mitte November bis Mitte März.